# Mosqueruela
Mosqueruela è un comune spagnolo di 712 abitanti situato nella comunità autonoma dell'Aragona.